# Wikinomics
Wikinomics. La collaborazione di massa che sta cambiando il mondo (Wikinomics: How Mass Collaboration Changes Everything) è un libro scritto da Don Tapscott e Anthony D. Williams, in origine pubblicato in inglese nel dicembre 2006 (in italiano nel 2007). Il saggio esamina il modo in cui alcune aziende nei primi anni del XXI secolo si sono avvalse con successo della collaborazione massiccia e diffusa (mass collaboration o anche produzione paritaria) e di tecnologie del mondo open source (ad esempio, iniziative wiki).
Uno dei messaggi fondamentali degli autori è che la vecchia multinazionale monolitica, che crea valore sulla base di una struttura gerarchica chiusa, è morta e sepolta.

## Contenuti
Secondo Tapscott e Williams, la Wikinomics (traducibile con Wikinomia) si basa su quattro principi: apertura, peering, condivisione e azione di portata globale e può rappresentare un motore di innovazione e creazione di ricchezza su una scala mai raggiunta prima.
L'utilizzo di collaborazioni massicce per iniziative aziendali, nella storia recente, si può considerare come un passo ulteriore della tendenza delle aziende verso l'esternalizzare verso entità produttive esterne funzioni che in precedenza venivano svolte all'interno dell'azienda. La novità sta nel fatto che invece di un unico gruppo operativo organizzato aziendalmente per svolgere una sola ben determinata funzione, la collaborazione massiccia e diffusa si avvale di agenti individuali liberi che si riuniscono (in genere virtualmente) per cooperare al fine di migliorare una data operazione o per risolvere un problema. Per sottolineare questa differenza, questo genere di esternalizzazione viene anche chiamato sviluppo collettivo (o con il termine inglese crowdsourcing). Queste attività esterne possono essere incentivate da qualche tipo di compenso, ma questo elemento non è necessariamente presente.

### Modelli di collaborazione diffusa
Il libro, inoltre, discute sette nuovi modelli di collaborazione diffusa:
- peer pioneers - I pionieri della produzione paritaria ovvero le migliaia di volontari che danno vita a progetti innovativi con risultati migliori di quelli di imprese più grandi.
- ideagoras - Le ideagorà. Il mercato delle idee consente alle imprese di attingere a talenti competenti su un bacino globale.
- prosumers - produttori-consumatori
- new Alexandrians - I nuovi alessandrini. Una nuova scienza della condivisione.
- platforms for participation - Le piattaforme partecipative. Creare valore aprendo i prodotti e le infrastrutture tecnologiche.
- global plant floor - La catena di montaggio globale
- wiki workplace - La wikimpresa. La collaborazione di massa sta affondando le radici negli ambienti di lavoro.

Il 5 febbraio 2007, l'ultimo capitolo del libro è stato reso modificabile dai lettori.

### Economia collaborativa
Le imprese possono sfruttare nuovi modelli per raggiungere e accrescere la competitività.
In particolare:
- I principi dell'Open source applicati alla produzione paritaria allo scopo di creare prodotti fatti di bit, ad esempio le enciclopedie e i sistemi operativi;
- accesso al mercato globale delle idee, innovazioni e menti dotate delle competenze più ricercate in modo da poter migliorare il problem solving;
- i prosumer possono costituire una fonte incredibile di innovazione, se le imprese mettono a disposizione tutti gli strumenti per prendere parte alla creazione di valore;
- la scienza collaborativa che porterà ad una riduzione dei costi e ad un'accelerazione del progresso tecnologico nei settori in cui operano.

## Edizioni
- (EN) Don Tapscott, Anthony D. Williams, Wikinomics: How Mass Collaboration Changes Everything, Portfolio, 2006.
- Don Tapscott, Anthony D. Williams, Wikinomics. La collaborazione di massa che sta cambiando il mondo, collana Economia e storia economica, Etas, 2007, ISBN 978-88-453-1384-4.
- Don Tapscott, Anthony D. Williams, Wikinomics 2.0: La collaborazione di massa che sta cambiando il mondo, collana Economia e storia economica, seconda edizione, Etas, 2008, ISBN 978-88-453-1488-9.
- Don Tapscott, Anthony D. Williams, Wikinomics. La collaborazione di massa che sta cambiando il mondo, Bergamo, Bur, febbraio 2010, ISBN 978-88-17-03894-2.